# Faya-Largeau
Faya-Largeau ou Faya est  une ville du Tchad, située à 760 km au nord de N'Djamena. Elle est le chef-lieu de la région du Borkou et du département du même nom.

## Géographie
Faya-Largeau est une oasis, en plein cœur du désert du Djourab, au pied des monts du Tibesti.

## Histoire

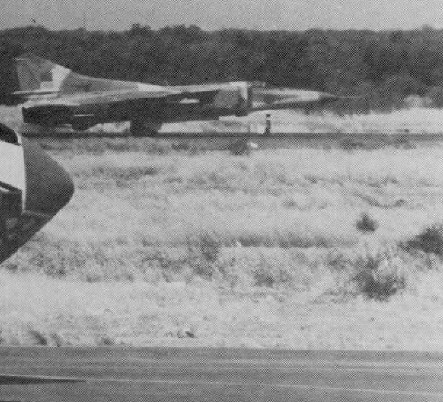
Un MiG-23MS de l'armée de l'air libyenne dans les années 1980 à la base aérienne de Faya-Largeau.

Originellement appelée Faya, la ville fut renommée Largeau lors de la colonisation française, d'après le nom du colonel Étienne Largeau, un officier français qui joua un grand rôle dans la conquête du pays en s'emparant de la ville en 1913.
La ville de Faya se trouve à l’extrême Nord du Tchad, dans la grande partie de la cuvette paléotchadienne. Elle est une oasis en plein cœur du désert du Sahara, au pied des monts du Tibesti. C'est une ville historique et une garnison militaire stratégique du Nord.
Quand le Tchad recouvra l'indépendance, la ville prit le nom de Faya-Largeau.
Elle fut prise par les troupes libyennes en 1975, lors de la guerre entre les deux pays, quand la Libye annexa la bande d'Aozou. Elle fut reprise par les forces d'Hissène Habré en 1980, puis de nouveau par les forces armées libyennes en 1983. Celles-ci bâtirent une base aérienne, qui fut bombardée par l'armée de l'air française. La Libye quitta finalement la zone en 1987, à la suite d'une offensive tchadienne.

## Économie
Grâce à des ressources en eau importantes dans le sous-sol de la ville, la principale industrie est l'agriculture (dattes) et le natron. Trois lacs s'étendent à proximité, au nord de la ville.
La ville possède également un aérodrome, avec une piste goudronnée depuis les années 1990. Celui-ci a accueilli pour la première fois un avion commercial, avec à son bord des touristes, le 22 février 2012. Cet aérodrome symbolise ainsi la façon dont le nord du Tchad est devenu « par défaut et à mesure que les autres destinations sahariennes se sont fermées, un lieu d’accueil pour touristes européens ».

## Climat
Faya-Largeau bénéficie d'un climat désertique chaud (classification de Köppen BWh), nettement accentué typique du Borkou, une région tchadienne située dans la zone saharienne hyper-aride au cœur du plus grand désert chaud au monde. L'été est torride et très long : les températures maximales moyennes sont constamment supérieures à 40 °C d'avril à septembre inclusivement, en atteignant un pic maximal de plus de 44 - 45 °C en juin,. La saison chaude dure environ 7 mois au Borkou, et aucun mois de l'année n'a une température moyenne journalière inférieure à 20 °C. Les mois les moins chauds sont décembre et janvier, avec des températures maximales moyennes comprises entre 28 °C et 29 °C. Ainsi, même le mois le plus « frais » reste chaud. 
Les précipitations annuelles moyennes sont de près de 16 mm et ne se produisent généralement qu'entre juin et septembre, bien que certaines années la ville ne reçoit pas de précipitation du tout. La durée moyenne annuelle de l'insolation dépasse 4.000 h par an dans toute la région du Borkou, avec plus de 300 heures à chaque mois de l'année. Le ciel est d'ailleurs parfaitement clair dans cette région extrêmement sèche. C'est l'une des régions les plus chaudes, les plus sèches, les plus arides et les plus ensoleillées au monde. L'évaporation potentielle y atteint un maximum mondial : on enregistre entre 6 000 et 7 000 mm par an à Faya-Largeau, soit un pouvoir évaporant de l'air près de quatre cents fois supérieur aux précipitations moyennes annuelles.
| Mois                              | jan. | fév. | mars | avril | mai  | juin | jui. | août | sep. | oct. | nov. | déc. | année |
| --------------------------------- | ---- | ---- | ---- | ----- | ---- | ---- | ---- | ---- | ---- | ---- | ---- | ---- | ----- |
| Température minimale moyenne (°C) | 12,6 | 15   | 18   | 21,8  | 25,1 | 25,4 | 24,9 | 25,2 | 24,6 | 23,1 | 18,2 | 13,5 | 20,62 |
| Température moyenne (°C)          | 20,4 | 22,7 | 26,7 | 31,3  | 33,9 | 34,7 | 34,4 | 33,2 | 33,2 | 31,3 | 25,4 | 21,1 | 29,02 |
| Température maximale moyenne (°C) | 28,1 | 30,5 | 35,3 | 40,9  | 42,7 | 44,1 | 43,8 | 41,2 | 41,8 | 39,4 | 32,5 | 28,6 | 37,41 |
| Précipitations (mm)               | 0    | 0    | 0    | 0     | 0    | 2    | 1    | 11   | 2    | 0    | 0    | 0    | 16    |

## Éducation
La ville compte 4 lycées et plus de 10 école primaires.

## Administration
- Maire : MAHAMAT ALLAFOUZA DARKALLAH[10].

En novembre 2021, des manifestations se déroulent à Faya pour protester contre la volonté du gouverneur du Borkou, le général Ismat Issakha Acheik, de saisir les véhicules motorisés jugés non conformes. Un manifestant est tué par la police lors d'une manifestation. Après deux semaines de manifestations, le gouverneur est remplacé par le général Hassane Saleh Algadam Aldjinedi,,.

## Personnalités liées a la communauté
- Hissène Habré (1942-2021), homme d'État tchadien et ancien président de la république du Tchad.